# Ordine corinzio

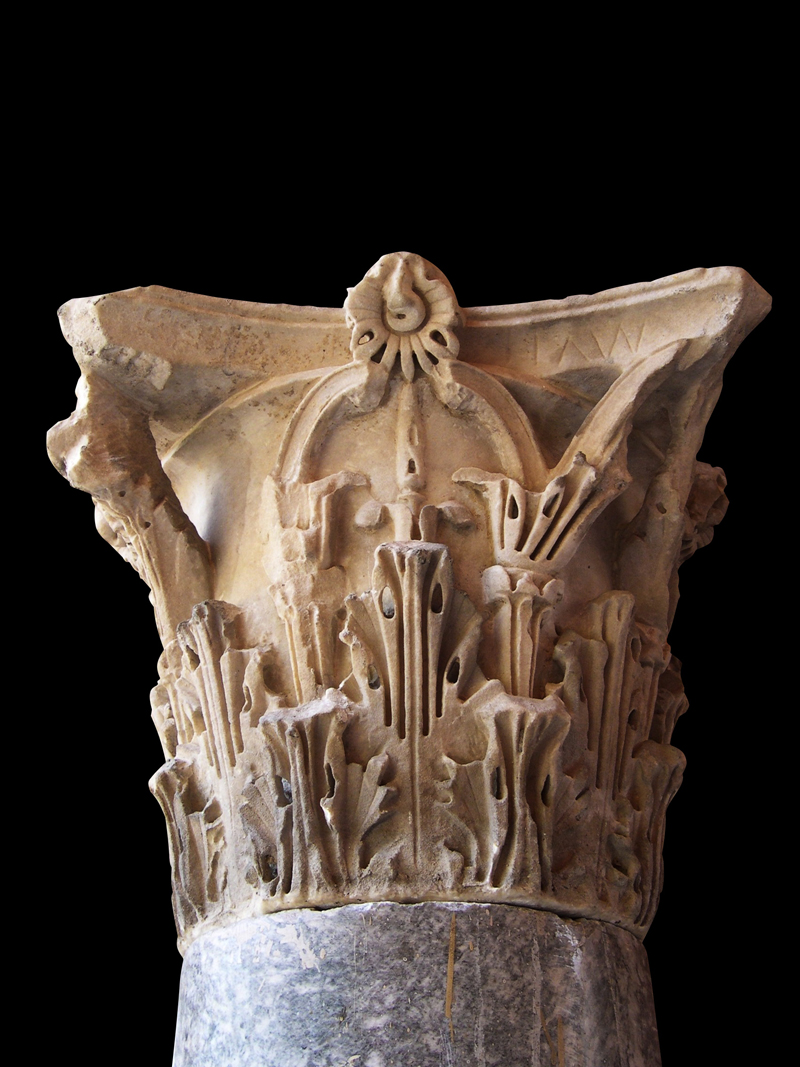
Capitello in stile corinzio in marmo bianco della prima metà del II secolo d.C.

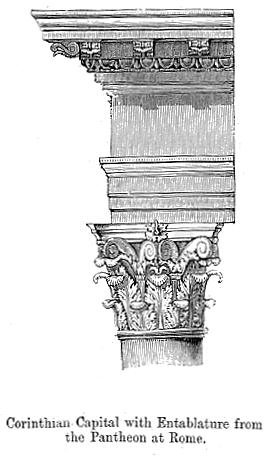
Ordine corinzio in un'incisione del portico del Pantheon, a Roma

L'ordine corinzio è l'ultimo  dei tre ordini a comparire. Si sviluppa intorno al V secolo a.C. nel Peloponneso. Inoltre è uno degli ordini architettonici dell'architettura greco-romana; in epoca precedente, durante l'epoca greca, si parlava di stile corinzio, in quanto non esisteva ancora l'ordine canonizzato. Ha le caratteristiche degli stessi elementi dell'ordine ionico, con un capitello decorato con foglie d'acanto. 

## Origine e descrizione
Anche se di origine greca, lo stile corinzio non fu utilizzato spesso nell'architettura greca, rispetto all'ordine dorico e a quello ionico.
Secondo Vitruvio (De architectura, libro IV) il capitello corinzio fu inventato dall'architetto Callimaco, che si ispirò ad un cesto sormontato da una lastra, lasciato come offerta votiva su un sepolcro e ricoperto da una pianta d'acanto, inoltre documentò che il suo utilizzo consisteva in una variante applicata alla trabeazione ionica o dorica.
L'elemento a tronco di cono (kàlathos) è rivestito di due ordini di otto foglie di acanto. Dietro queste nascono degli steli che terminano in spirale: le "volute" arrivano a sorreggere gli spigoli dell'abaco sovrapposto al kàlathos, mentre le "elici" terminano al centro di ogni lato. L'abaco presenta i lati concavi. Nell'evoluzione della struttura decorativa di epoca romana gli steli di elici e volute nasceranno insieme ad un calice di foglie d'acanto da uno stelo unico ("caulicolo"). 
Nella variante italica, diffusa in età repubblicana romana, come negli esemplari greci più antichi, volute ed elici nascono direttamente dietro le foglie d'acanto delle due corone. In ambiente microasiatico ed orientale si evolve in epoca imperiale romana un tipo di capitelli, detti "asiatici" che avranno ampia diffusione con produzioni standardizzate lavorate direttamente nelle cave di marmo, caratterizzato da foglie d'acanto con fogliette più aguzze.
La canonizzazione dell'ordine, come ci venne tramandata dai trattatisti delle epoche successive, si fissa in epoca augustea con la costruzione del tempio di Marte Ultore che faceva da chiusura scenografica al lato di fondo del foro di Augusto a Roma. Qui per la prima volta assistiamo all'uso completo di tutte le sue parti, che poi verranno utilizzate nell'insieme, e quindi secondo un ordine, nelle costruzioni future.
Il fusto della colonna corinzia ha proporzioni simili a quello dell'ordine ionico, con scanalature piatte separate da listelli. Il fusto è poggiato su una base attica semplificata, composta da plinto, toro, scozia e toro.
Come nell'ordine ionico, l'architrave si presenta diviso in due o tre fasce e con un coronamento, il fregio è continuo, liscio o decorato (tra le decorazioni vegetali più frequenti in epoca romana le girali d'acanto). Dalla originaria cornice ionica, decorata con dentelli, si evolve in epoca romana la cornice con mensole (o modiglioni), presente per la prima volta nel tempio di Marte Ultore.
Il più antico esempio conosciuto di colonna corinzia è nel tempio di Apollo Epicuro a Bassae in Arcadia, c. 450–420 a.C., anche se si trattava di una semicolonna isolata presente nella decorazione interna della cella e non di una delle colonne della peristasi esterna. Esempi più maturi di uso dello stile corinzio sono all'interno delle tholoi (edifici templari a pianta circolare) di Delfi (375 a.C.) e di Epidauro 360 a.C. Il primo esempio documentato dell'utilizzo dello stile corinzio in esterni è il monumento coregico di Lisicrate.